# Gout Gout
Gout Gout (nacido el 29 de diciembre de 2007) es un velocista australiano. Es el poseedor de récord australiano y oceánico en los 200 metros, con un tiempo de 20.04 segundos establecido en 2024.

## Primeros años y antecedentes
Gout nació en Ipswich, Queensland, de padres de Sudán del Sur que se mudaron a Australia dos años antes de su nacimiento. Según su padre, Bona, cuando él y su esposa Mónica huyeron de Sudán del Sur a Egipto, antes de mudarse a Australia, el apellido familiar, que originalmente se pronunciaba /gwɔt/, se escribió mal durante la transliteración del árabe. "Gout", que rima con "pout", sigue siendo su nombre oficial.
Gout asiste a la escuela secundaria Ipswich en el sureste de Queensland. En su juventud, Gout jugó al fútbol y creció admirando a Cristiano Ronaldo como su futbolista favorito, antes de tomar la decisión de centrarse en el atletismo.

## Carrera
Gout, es poseedor de los récords australianos sub-16 de los 100 y 200 metros, corrió los 100 metros en 10,57 segundos a los 14 años en 2022. En abril del año siguiente, a los 15 años, Gout rompió por primera vez el récord australiano sub-18 de los 200 metros masculinos. Corrió 20,87 segundos para ganar la final sub-18 de los 200 metros masculinos en el Campeonato Australiano de Atletismo Juvenil en Brisbane en abril de 2023.

### 2024
Gout corrió con mejor tiempo personal de 10.29 s para ganar los 100 m masculinos sub-18 en el Campeonato de Atletismo de Queensland en Brisbane, en marzo de 2024. Ganó el título australiano sub-20 de 100 m en Adelaida en abril de 2024, corriendo un tiempo de 10.48 segundos. Representó a Australia en el Campeonato Mundial de Atletismo Sub-20 de 2024 en Lima, Perú, donde ganó la medalla de plata en los 200 metros en agosto de 2024 con un mejor tiempo personal de 20.60 (−0.7 m/s). El 18 de octubre compitió en el Campeonato de Atletismo GPS de 2024, ganando el doblete de 200 m y 400 m con tiempos de 20.86 segundos para los 200 m y 47.57 segundos para los 400 m.

### 2025
Terminó segundo detrás de su compatriota Lachlan Kennedy en la carrera de 200 metros en el Maurie Plant Meet en Melbourne el 29 de marzo de 2025. El 13 de abril de 2025, ganó la carrera de 200 metros en el Campeonato Australiano de Atletismo con un tiempo asistido por el viento de 19,84 segundos (+2,2 m/s) en Perth.

## Logros

### Campeonatos nacionales
| Año  | Competición                             | Lugar    | Posición | Evento | Tiempo | Viento (m/s) | Notas                  |
| ---- | --------------------------------------- | -------- | -------- | ------ | ------ | ------------ | ---------------------- |
| 2022 | Campeonato australiano de atletismo U16 | Sídney   | 6e       | 100 m  | 11.27  | −1.0         |                        |
| 2022 | Campeonato australiano de atletismo U16 | Sídney   | 4e       | 200 m  | 22.35  | +0.9         |                        |
| 2023 | Campeonato australiano de atletismo U18 | Brisbane | 1st      | 100 m  | 10.50  | +1.3         |                        |
| 2023 | Campeonato australiano de atletismo U18 | Brisbane | 1st      | 200 m  | 20.87  | −0.1         | AYR                    |
| 2024 | Campeonato australiano de atletismo U18 | Adelaida | 1st      | 100 m  | 11.00  | -3.7         |                        |
| 2024 | Campeonato australiano de atletismo U18 | Adelaida | 1st      | 200 m  | 21.23  | −2.2         |                        |
| 2024 | Campeonato australiano de atletismo U20 | Adelaida | 1st      | 100 m  | 10.48  | +1.1         |                        |
| 2024 | Campeonato australiano de atletismo U20 | Adelaida | 1st      | 200 m  | 20.97  | −1.0         |                        |
| 2025 | Campeonato australiano de atletismo U20 | Perth    | 1st      | 100 m  | 9.99   | +2.6         | Asistido por el viento |
| 2025 | Campeonato australiano de atletismo     | Perth    | 1st      | 200 m  | 19.84  | +2.2         | Asistido por el viento |